# Oskar-Helene-Heim (stacja metra)
Oskar-Helene-Heim – stacja metra w Berlinie, w dzielnicy Dahlem, w okręgu administracyjnym Steglitz-Zehlendorfna linii U3. Stacja została otwarta w 1929.